# Hypokopelates ugandae
Hypokopelates ugandae är en fjärilsart som beskrevs av Talbot 1935. Hypokopelates ugandae ingår i släktet Hypokopelates och familjen juvelvingar. Inga underarter finns listade i Catalogue of Life.